# Llista de principals responsables de l'Holocaust
Aquesta és una llista dels principals responsables de l'Holocaust.
| Nom                                  | Fotografia | Data de naixement | Data de mort             | Edat en morir      | Paper | Destí |
| ------------------------------------ | ---------- | ----------------- | ------------------------ | ------------------ | --- | --- |
| Adolf Hitler                         |            | 20 abril 1889     | 30 abril 1945            | 56 anys, 10 dies   | Führer del Partit Nazi durant el Tercer Reich Canceller d'Alemanya Führer d'Alemanya | Va suïcidar-se d'un tret |
| Heinrich Luitpold Himmler            |            | 7 octubre 1900    | 23 maig 1945             | 44 anys, 228 dies  | Reichsführer-SS Cap de la policia alemanya Ministre de l'interior | Detingut, es va suïcidar amb una càpsula de cianur |
| Reinhard Tristan Eugen Heydrich      |            | 7 març 1904       | 4 juny 1942              | 38 anys, 89 dies   | Cap de l'Oficina Central de Seguretat del Reich Protector Bohèmia i Moràvia (en funcions) President de la Interpol | Assassinat en l'Operació Antropoide |
| Otto Adolf Eichmann                  |            | 19 març 1906      | 31 maig 1962             | 56 anys, 73 dies   | Cap del Departament d'Afers Jueus(RSHA Sub-Department IV-B4) de la Gestapo. Va rebre de Reinhard Heydrich l'encàrrec d'organitzar i dirigir les deportacions en massa de jueus cap als ghettos i camps d'extermini de l'Europa de l'Est. | Després d'acabada la guerra va aconseguir fugir i, el 1950, va establir-se a l'Argentina, on va residir fins que, el maig de 1960, agents secrets israelians el van descobrir i segrestar per dur-lo cap a Israel. Jutjat a Jerusalem, fou executat a la forca el juny de 1962. |
| Hermann Wilhelm Göring               |            | 12 gener 1893     | 15 octubre 1946          | 53 anys, 276 dies  | Comandant en cap de la Luftwaffe President del Reichstag Ministre d'aviació | Condemnat a morir a la forca, no va ser executat perquè, a la presó, va suïcidar-se amb una càpsula de cianur |
| Odilo Globocnik                      |            | 21 abril 1904     | 31 maig 1945             | 41 anys, 40 dies   | Cap de la Schutzstaffel i de la policia al districte de Lublin dins del Govern General Màxim responsable de l'Operació Reinhard | Capturat pels britànics a Àustria, va suïcidar-se amb una càpsula de cianur |
| Theodor Eicke                        |            | 17 octubre 1892   | 26 febrer 1943           | 50 anys, 132 dies  | Una figura destacada en la creació dels camps de concentració nazis Primer comandant de la 3a Divisió SS Totenkopf, notòria pels seus crims de guerra. | Mort en combat durant la Tercera Batalla de Khàrkiv |
| Richard Glücks                       |            | 22 abril 1889     | 10 maig 1945             | 56 anys, 18 dies   | Cap de la secció de camps de concentració (Amt D: Konzentrationslagerwesen) dins del Departament Econòmic i Administratiu Principal de la SS (SS-Wirtschafts-Verwaltungshauptamt) | Va suïcidar-se amb una càpsula de cianur |
| Ernst Kaltenbrunner                  |            | 4 octubre 1903    | 16 octubre 1946          | 43 anys, 12 dies   | Successor de Reinhard Heydrich en la direcció de la Oficina Central de Seguretat del Reich President de la Interpol | Executat a la forca |
| Paul Joseph Goebbels                 |            | 29 octubre 1897   | 1 maig 1945              | 47 anys, 184 dies  | Ministre de Propaganda Alt dirigent del NSDAP | Va suïcidar-se d'un tret |
| Hans Michael Frank                   |            | 23 maig 1900      | 16 octubre 1946          | 46 anys, 146 dies  | Governador General de Polònia | Executat a la forca |
| Arthur Seyss-Inquart                 |            | 22 juliol 1892    | 16 octubre 1946          | 54 anys, 86 dies   | Governador dels Països Baixos després de l'ocupació alemanya i col·laborador de Hans Frank a Polònia. | Executat a la forca |
| Kurt Daluege                         |            | 15 setembre 1897  | 24 octubre 1946          | 49 anys, 39 dies   | Cap de la Ordnungspolizei Protector Bohèmia i Moràvia (en funcions) Va organitzar les massacres dels pobles txecs de Lidice i Ležáky com a represàlia per l'assassinat de Heydrich | Executat a la forca |
| Hans Günther                         |            | 22 agost 1910     | 5 maig 1945              | 34 anys, 256 dies  | Germà gran de Rolf Günther; cap de l'oficina central per a l'emigració jueva a Praga (1939-1945). Directament encarregat de la Solució Final al Protectorat de Bohèmia i Moràvia | Mort pels partisans txecs durant la Revolta de Praga |
| Rolf Günther                         |            | 8 gener 1913      | 15 agost 1945            | 32 anys, 219 dies  | Principal col·laborador d'Adolf Eichmann al Departament d'Afers Jueus(RSHA Sub-Department IV-B4) de la Gestapo i cap de la Secció d'Emigració(RSHA Sub-Department IV-B4-a). Supervisor directe de la deportació de jueus cap als camps de concentració; va supervisar personalment la deportació dels jueus de Grècia. Cap de la policia de seguretat i de la SD a Viena (1943-1944) i a Praga (1944-1945) | Capturat pels americans el maig de 1945, estant en captivitat va suïcidar-se amb una càpsula de cianur l'agost següent |
| Franz Novak                          |            | 10 gener 1913     | 21 octubre 1983          | 70 anys, 284 dies  | Col·laborador directe d'Adolf Eichmann a l'Oficina d'Afers Jueus; sota l'autoritat de Rolf Günther (RSHA Sub-Department IV-B4-a-"Transport"), va ser coordinador de logística i d'horaris per a les deportacions de jueus en tren. | Detingut el 1961; condemnat a vuit anys de presó el 1964, però la condemna fou revocada pel Tribunal Suprem d'Àustria. Va ser jutjat de nou el 1966, però va ser absolt al·legant que complia ordres superiors i, per això, va ser posat en llibertat; jutjat per tercera vegada el 1969, el van condemnar a nou anys de presó. Després d'una apel·lació, va ser condemnat a set anys de presó pel Tribunal Suprem d'Àustria el 1972. Tenint en compte els anys de condemna complerts, va ser indultat pel president d'Àustria. |
| Oswald Ludwig Pohl                   |            | 30 juny 1892      | 8 juny 1951              | 58 anys, 343 dies  | Cap del Departament Ecònomic i Administratiu Principal de la SS, l'oficina central de finances de la SS responsable de l'administració dels camps de concentració. | Executat a la forca |
| Arthur Greiser                       |            | 22 gener 1897     | 21 juliol 1946           | 49 anys, 180 dies  | Gauleiter del Wartheland; participà activament en l'organització de l'Holocaust a Polònia | Executat a la forca |
| Alois Brunner                        |            | 8 abril 1912      | c. 2010                  | c. 98              | Col·laborador d'Adolf Eichmann; va organitzar la deportació de, com a mínim, 140,000 jueus de França, Grècia, Eslovàquia i Àustria. Comandant del Camp d'internament de Drancy | Va fugir a Egipte cap a 1954, i, després, va establir-se a Síria. Va servir com a assessor en tècniques de tortura per al règim de Hafez al-Àssad; va morir a Síria per causes naturals cap al 2010. |
| Theodor Dannecker                    |            | 27 març 1913      | 10 desembre 1945         | 32 anys, 258 dies  | Col·laborador d'Adolf Eichmann; Cap de laSD Hauptamt – Judenreferat (Oficina principal del SD–Departament d'Afers Jueus) a París (Setembre 1940-Juliol 1942) Des de 1943, va estar encarregat de la Solució Final a Bulgària, els Balcans i Hongria | Capturat pels americans, va suïcidar-se |
| Martin Ludwig Bormann                |            | 17 juny 1900      | 2 maig 1945              | 44 anys, 319 dies  | Cap de la cancelleria del NSDAP Secretari particular d'Adolf Hitler | Condemnat a morir a la forca després que el jutgessin In absentia; se suposa que deuria suïcidar-se a Berlín per evitar que el capturessin; les seves restes no van trobar-se fins 1972 i no foren identificades definitivament fins 1998. |
| Alfred Ernst Rosenberg               |            | 12 gener 1893     | 16 octubre 1946          | 53 anys, 277 dies  | Teòric nazi i ministre dels territoris ocupats a l'Est | Executat a la forca |
| Rudolf Hermann Brandt                |            | 2 juny 1909       | 2 juny 1948              | 39 anys, 0 dies    | Cap de l'oficina ministerial del Ministeri de l'Interior i col·laborador personal de Heinrich Himmler | Executat a la forca |
| Heinrich Müller                      |            | 28 abril 1900     |                          |                    | Cap de la Gestapo | Va desaparèixer; potser va morir el maig de 1945 |
| Roland Freisler                      |            | 30 octubre 1893   | 3 febrer 1945            | 51 anys, 96 dies   | Destacat jurista i secretari d'estat del ministeri de justícia, president del Tribunal del Poble (Volksgerichtshof) d'Alemanya entre 1942 i 1945 va donar més de 5.000 sentències de mort, 2.600 de les quals per la Sala Primera del Tribunal, presidida per Freisler | Va morir a Berlín durant un bombardeig dels Aliats |
| Wilhelm Bodewin Johann Gustav Keitel |            | 22 setembre 1882  | 16 octubre 1946          | 64 anys, 24 dies   | Ministre de la Guerra i comandant en cap de les forces armades | Executat a la forca |
| Hermann Julius "Hans" Höfle          |            | 19 juny 1911      | 20 agost 1962            | 51 anys, 62 dies   | Coordinador de l'Operació Reinhard | Detingut; va suïcidar-se penjant-se |
| Richard Wolfgang Thomalla            |            | 23 octubre 1903   | 12 maig 1945             | 41 anys, 201 dies  | Màxim responsable de la construcció de camps d'extermini durant l'Operació Reinhard | Es creu que va executar-lo el NKVD |
| Erwin Hermann Lambert                |            | 7 desembre 1909   | 15 octubre 1976          | 66 anys, 313 dies  | Responsable de la construcció de cambres de gas durant l'Operació Reinhard | Detingut però absolt |
| Karl Steubl                          |            | 25 octubre 1910   | 21 setembre 1945         | 34 anys, 331 dies  | Comandant de les unitats de transport durant l'Operació Reinhard | Detingut, va suïcidar-se |
| Karl Bischoff                        |            | 9 agost 1897      | 2 octubre 1950           | 53 anys, 54 dies   | Cap de construcció de camps d'extermini a Auschwitz | Va morir sense que se sospités que fos un criminal |
| Christian Wirth                      |            | 24 novembre 1885  | 26 maig 1944             | 58 anys, 184 dies  | Inspector de l'Aktion T4 i de l'Operació Reinhard; un dels principals col·laboradors d'Odilo Globocnik Comandant del camp d'extermini de Bełżec, entre març i agost de 1942 | Va ser assassinat |
| Rudolf Franz Ferdinand Höss          |            | 25 novembre 1900  | 16 abril 1947            | 46 anys, 142 dies  | Comandant d'Auschwitz, 4 maig 1940—1 desembre 1943, 8 maig 1944—18 gener 1945 (1/2) | Executat a la forca |
| Arthur Liebehenschel                 |            | 25 novembre 1901  | 28 gener 1948            | 46 anys, 64 dies   | Comandant d'Auschwitz, 1 desembre 1943—8 maig 1944 (2/2); Comandant de Majdanek, 19 maig 1944—22 juliol 1944 (5/5) | Executat a la forca |
| Irmfried Eberl                       |            | 8 setembre 1910   | 16 febrer 1948           | 37 anys, 161 dies  | Comandant de Treblinka, 11 juliol 1942—26 agost 1942 (1/3) | Detingut; va suïcidar-se penjant-se |
| Franz Paul Stangl                    |            | 26 març 1908      | 28 juny 1971             | 63 anys, 94 dies   | Comandant de Sobibór, 28 abril 1942—30 agost 1942 (1/2); Comandant de Treblinka, des de l'1 de setembre de 1942 fins a mitjans d'agost de 1943 | Detingut el 28 febrer 1967; condemnat a cadena perpètua 22 octubre 1970; va morir a la presó |
| Kurt Hubert Franz                    |            | 17 gener 1914     | 4 juliol 1998            | 84 anys, 168 dies  | Comandant de Treblinka, des de mitjans d'agost de 1943 fins al 19 d'octubre de 1943 | Detingut el 2 desembre 1959; condemnat a cadena perpètua el 1965; excarcerat per motius de salut el 1993 |
| Franz Karl Reichleitner              |            | 2 desembre 1906   | 3 gener 1944             | 37 anys, 32 dies   | Comandant de Sobibór 1 setembre 1942—17 octubre 1943 (2/2) | Assassinat |
| Gottlieb Hering                      |            | 2 juny 1887       | 9 octubre 1945           | 58 anys, 129 dies  | Comandant de Bełżec, des de finals d'agost de 1942 fins a juny de 1943 | Va morir arran d'estranyes complicacions de salut |
| Amon Leopold Goeth                   |            | 11 desembre 1908  | 13 setembre 1946         | 37 anys, 276 dies  | Comandant del camp de concentració de Płaszów (1/1) | Executat a la forca |
| Dr. Josef Mengele                    |            | 16 març 1911      | 7 febrer 1979            | 67 anys, 328 dies  | A Auschwitz, realitzava exeperiments humans, principalment amb criatures, i també seleccionava els presoners que havien d'anar a la cambra de gas | Va fugir al Brasil, on va morir el 1979. Mai no va ser detingut |
| Karl Hermann Frank                   |            | 24 gener 1898     | 22 maig 1946             | 48 anys, 118 dies  | Oficial d'alt rang dins de la SS i de la policia, ministre d'estat per a Bohèmia i Moràvia | Executat a la forca |
| Hanns Albin Rauter                   |            | 4 febrer 1895     | 24 març 1949             | 54 anys, 48 dies   | Oficial d'alt rang dins de la SS i de la policia destinat als Països Baixos | Afusellat |
| Carl Oberg                           |            | 27 gener 1897     | 3 juny 1965              | 68 anys, 127 dies  | Oficial d'alt rang dins de la SS i de la policia destinat a Radom (Polònia) (Agost 1941 – Maig 1942) Oficial d'alt rang dins de la SS i de la policia destinat a França (Maig 1942 – Novembre 1944). La màxima autoritat alemanya a França en operacions contra la Resistència o contra els jueus | Condemnat a mort – 1946, transferit a la justícia francesa i condemnat a mort– 1954, sentència commutada per cadena perpètua el 1958, excarcerat el novembre de 1962 |
| Walter Rauff                         |            | 19 juny 1906      | 14 maig 1984             | 77 anys, 330 dies  | El més buscat dels nazis fugitius durant les dècades de 1970 i 1980. Dissenyava furgonetes perquè s'hi pogués matar amb gas jueus o discapacitats. | Va morir de càncer de pulmó |
| Dr. Eduard Wirths                    |            | 4 setembre 1909   | 20 setembre 1945         | 36 anys, 16 dies   | Realitzava experiments humans, i era el responsable de l'equip mèdic d'Auschwitz | Detingut; va suïcidar-se penjant-se |
| Dr. Horst Schumann                   |            | 1 maig 1906       | 5 maig 1983              | 77 anys, 4 dies    | Realitzava experiments humans a Auschwitz | Detingut el 1966; alliberat per raons de salut el 29 juliol 1972 |
| Dr. Carl Clauberg                    |            | 28 setembre 1898  | 9 agost 1957             | 58 anys, 315 dies  | Realitzava experiments humans a Auschwitz | Condemnat a vint-i-cinc anys de presó el 1948; excarcerat el 1955; va ser detingut de nou a l'Alemanya Occidental,però va morir d'un atac de cor abans del judici |
| Viktor Hermann Brack                 |            | 9 novembre 1904   | 2 juny 1948              | 43 anys, 206 dies  | Aktion T4; Realitzava experiments humans | Executat a la forca |
| Dr. Karl Franz Gebhardt              |            | 23 novembre 1897  | 2 juny 1948              | 50 anys, 192 dies  | Director de la Creu Roja d'Alemanya i metge personal de Heinrich Himmler. Dirigia experiments humans amb presos dels camps de concentració. | Executat a la forca |
| Dr. Fritz Klein                      |            | 24 novembre 1888  | 13 desembre 1945         | 57 anys, 19 dies   | A Auschwitz, seleccionava quins presos havien d'anar a la cambra de gas | Executat a la forca |
| Dr. Karl Brandt                      |            | 8 gener 1904      | 2 juny 1948              | 44 anys, 146 dies  | Co-director de l'Aktion T4 Realitzava experiments humans | Executat a la forca |
| Philipp Bouhler                      |            | 11 setembre 1899  | 19 maig 1945             | 45 anys, 250 dies  | Director de l'Aktion T4 | Detingut; va suïcidar-se amb una càpsula de cianur |
| Josef Kramer                         |            | 10 novembre 1906  | 13 desembre 1945         | 39 anys, 33 dies   | Sots-comandant d'Auschwitz Comandant del camp de concentració de Bergen-Belsen | Executat a la forca |
| Hans Aumeier                         |            | 20 agost 1906     | 28 gener 1948            | 41 anys, 161 dies  | Sots-comandant d'Auschwitz | Executat a la forca |
| Franz Hössler                        |            | 4 febrer 1906     | 13 desembre 1945         | 39 anys, 312 dies  | Sots-comandant d'Auschwitz | Executat a la forca |
| Karl Fritzsch                        |            | 10 juliol 1903    | 2 maig 1945?             | 41 anys, 296 dies? | Sots-comandant d'Auschwitz | Va desaparèixer el maig de 1945; no se sap què se'n va fer |
| Maximilian Grabner                   |            | 2 octubre 1905    | 28 gener 1948            | 42 anys, 118 dies  | Comandant de la Gestapo encarregat de torturar presoners a Auschwitz | Executat a la forca |
| Heinrich Arthur Matthes              |            | 11 gener 1902     | Data de mort desconeguda |                    | Sots-comandant de Treblinka | Detingut el 1964; condemnat a cadena perpètua el 3 setembre 1965 |
| Josef Kaspar Oberhauser              |            | 21 gener 1915     | 22 novembre 1979         | 64 anys, 305 dies  | Sots-comandant de Bełżec | Condemnat a quinze anys de presó; sortí en llibertat el 28 d'abril de 1956 |
| Lorenz Marie Hackenholt              |            | 25 juny 1914      | 31 desembre 1945         | 31 anys, 189 dies  | Constructor de cambres de gas i botxi a Bełżec així com en d'altres camps durant l'Operació Reinhard | Legalment declarat mort |
| Johann Niemann                       |            | 4 agost 1913      | 14 octubre 1943          | 30 anys, 71 dies   | Sots-comandant de Bełżec i Sobibór | Assassinat durant una revolta a Sobibór |
| Gustav Franz Wagner                  |            | 18 juliol 1911    | 3 octubre 1980           | 69 anys, 77 dies   | Sots-comandant de Sobibór | Se'l va condemnar In absentia a ser penjat a la forca, però, durant trenta-cinc anys, va evitar que l'agafessin. El van trobar mort; segurament es deuria suïcidar clavant-se un ganivet. |
| Karl August Wilhelm Frenzel          |            | 28 agost 1911     | 2 setembre 1996          | 85 anys, 5 dies    | Comandant del Camp I (camp de treballs forçats) a Sobibór | Detingut el 22 març 1962; condemnat a cadena perpètua el 20 desembre 1966; excarcerat per raons de salut el 1982 |
| Hermann Michel                       |            | 23 abril 1912     | Data de mort desconeguda |                    | Sots-comandant de Sobibór | Va evitar que el detinguessin; se'n desconeix el destí |
| Hermann Erich Bauer                  |            | 26 març 1900      | 4 febrer 1980            | 79 anys, 315 dies  | Botxí a les cambres de gas de Sobibór | Condemnat a morir a la forca, la pena li va ser commutada per cadena perpètua; va morir a la presó |
| Heinz Kurt Bolender                  |            | 21 maig 1912      | 10 octubre 1966          | 54 anys, 142 dies  | Botxí a les cambres de gas de Sobibór | Detingut el maig de 1961, va suïcidar-se penjant-se |
| Jürgen Stroop                        |            | 26 setembre 1895  | 6 març 1952              | 56 anys, 162 dies  | Responsable de la repressió de l'Aixecament del Gueto de Varsòvia | Executat a la forca |
| Friedrich-Wilhelm Krüger             |            | 27 febrer 1894    | 9 maig 1945              | 51 anys, 71 dies   | Cap de la SS i de la Policia al Govern General de Polònia | Va suïcidar-se |
| Bruno Heinrich Streckenbach          |            | 7 febrer 1902     | 28 octubre 1977          | 75 anys, 263 dies  | Entrenava els Einsatzgruppen; comandant de l'Einsatzgruppe I a Polònia | Condemnat a vint-i-cinc anys de presó el 1952; en llibertat el 10 octubre 1955 |
| Friedrich August Jeckeln             |            | 2 febrer 1895     | 3 febrer 1946            | 51 anys, 1 dia     | Responsable de les matances de Rumbula, Babi Iar, i Kamianets-Podilskyi | Executat a la forca |
| Franz Walter Stahlecker              |            | 10 octubre 1900   | 23 març 1942             | 41 anys, 164 dies  | Comandant de l'Einsatzgruppe A, a Lituània i a d'altres països bàltics com també a Rússia a la regió de Leningrad, 22 juny 1941–23 març 1942 (1/5) | Fou mort per partisans soviètics |
| Heinz Jost                           |            | 9 juliol 1904     | 12 novembre 1964         | 60 anys, 126 dies  | Comandant de l'Einsatzgruppe A, a Letònia i a d'altres països bàltics, 29 març 1942–2 setembre 1942 (2/5) | Condemnat a cadena perpètua el 1945, la pena li va ser commutada a deu anys; en llibertat el 1951 |
| Humbert Achamer-Pifrader             |            | 21 novembre 1900  | 25 abril 1945            | 44 anys, 155 dies  | Comandant de l'Einsatzgruppe A, Estònia i a d'altres països bàltics, 10 setembre 1942–4 setembre 1943 (3/5) | Va morir víctima d'un atac aeri |
| Friedrich Panzinger                  |            | 1 febrer 1903     | 8 agost 1959             | 56 anys, 188 dies  | Comandant de l'Einsatzgruppe A, a Letònia i a d'altres països bàltics, 5 setembre 1943–6 maig 1944 (4/5) Cap de la Kripo (2/2) | Detingut, va suïcidar-se |
| Wilhelm Fuchs                        |            | 1 setembre 1898   | 24 gener 1947            | 48 anys, 145 dies  | Comandant de l'Einsatzgruppe A, a Lituània i a d'altres països bàltics 6 maig 1944–Error in Template:Date table sorting: '10 October 1944' és una data no vàlida (5/5); Comandant de l'Einsatzkommando 3, 15 setembre 1943–27 maig 1944 | Executat |
| Eduard Strauch                       |            | 17 agost 1906     | 15 setembre 1955         | 49 anys, 29 dies   | Comandant de l'Einsatzkommando 2, a Letònia (Rumbula), 4 novembre 1941–2 desembre 1941; Comandant de l'Sonderkommando 1b, des del març fins a l'agost de 1942 | Condemnat a morir a la forca 1948; va morir a la presó |
| Rudolf Lange                         |            | 18 abril 1910     | 23 febrer 1945           | 34 anys, 311 dies  | Comandant de l'Einsatzkommando 2, a Letònia des del 3 de desembre de 1941 fins 1944 | Es creu que deuria morir en combat |
| Karl Jäger                           |            | 20 setembre 1888  | 22 juny 1959             | 70 anys, 275 dies  | Comandant de l'Einsatzkommando 3, a Lituània des del juny de 1941 fins a l'1 d'agost de 1943 | Descobert i detingut el 1959, va suïcidar-se |
| Hermann Schaper                      |            | 12 agost 1911     | mort després del 2002    | més de 90 anys     | Comandant de l'Einsatzgruppe B, a Polònia | Detingut el 1964, se'l va deixar en llibertat per manca de proves. |
| Arthur Nebe                          |            | 13 novembre 1894  | 21 març 1945             | 50 anys, 128 dies  | Comandant de l'Einsatzgruppe B a Belarús des del juny fins al novembre de 1941 Cap de la Kripo (1/2) President de la Interpol | Executat pel règim nazi arran de la seva implicació en el fallit intent d'assassinar Hitler dut a terme el 1944 en el Complot del 20 de juliol |
| Erich Naumann                        |            | 29 abril 1905     | 8 juny 1951              | 46 anys, 40 dies   | Comandant de l'Einsatzgruppe B, a Belarús, des de novembre de 1941 fins a març de 1943 | Executat a la forca |
| Horst Böhme                          |            | 24 agost 1909     | 10 abril 1945            | 35 anys, 229 dies  | Lidice Comandant de l'Einsatzgruppe B, a Belarús, 12 març 1943–28 agost 1943, 12 agost 1944 (3/5); Comandant de l'Einsatzgruppe C, al nord i el centre d'Ucraïna, des del 6 de setembre de 1943 fins a març de 1944 | Se suposa que deuria morir en combat a Königsberg (Prússia Oriental); se'l va declarar oficialment mort el 1954 |
| Erich Ehrlinger                      |            | 14 octubre 1910   | 31 juliol 2004           | 93 anys, 291 dies  | Comandant de l'Einsatzgruppe B, a Belarús des del 28 d'agost de 1943 fins a l'abril de 1944 Comandant del Sonderkommando 1b, des de juny fins a novembre de 1941 | Detingut el desembre de 1958, va ser condemnat a dotze anys de presó |
| Heinrich Otto Seetzen                |            | 22 juny 1906      | 28 setembre 1945         | 39 anys, 98 dies   | Comandant de l'Einsatzgruppe B, a Belarús el 1944 des del 28 d'abril fins a l'agost; Comandant de l'Einsatzkommando 10a, a Moldàvia, el sud d'Ucraïna, Crimea, i el nord del Caucas, des del juny de 1941 fins a juliol de 1942 | Detingut el setembre de 1945, va suïcidar-se amb una càpsula de cianur |
| Otto Bradfisch                       |            | 10 maig 1903      | 22 juny 1994             | 91 anys, 43 dies   | Comandant de l'Einsatzkommando 8, a Belarús des de juny de 1941 fins a l'1 d'abril de 1942 | Detingut el 21 abril 1958, va ser condemnat a tretze anys de presó el 1963 |
| Emil Otto Rasch                      |            | 7 desembre 1891   | 1 novembre 1948          | 56 anys, 330 dies  | Comandant de l'Einsatzgruppe C, al nord i el centre d'Ucraïna, el 1941, des de juny fins a octubre | Detingut, no se'l va jutjar per motius de salut, va morir a la presó |
| Max Thomas                           |            | 4 agost 1891      | 6 desembre 1945          | 54 anys, 124 dies  | Comandant de l'Einsatzgruppe C, al nord i el centre d'Ucraïna des d'octubre de 1941 fins al 20 d'abril de 1943 | Va suïcidar-se |
| Paul Blobel                          |            | 13 agost 1894     | 8 juny 1951              | 56 anys, 299 dies  | Comandant de l'Einsatzkommando 4a a Ucraïna (Babi Iar), des de juny de 1941 fins al 13 de gener de 1942 ; Director de la Sonderaktion 1005 | Executat a la forca |
| Otto Ohlendorf                       |            | 4 febrer 1907     | 8 juny 1951              | 44 anys, 124 dies  | Comandant de l'Einsatzgruppe D, a Moldàvia, el sud d'Ucraïna, Crimea i el nord del Caucas des de juny de 1941 fins a juliol de 1942 | Executat a la forca |
| Walther Bierkamp                     |            | 17 desembre 1901  | 15 maig 1945             | 43 anys, 149 dies  | Comandant de l'Einsatzgruppe D, a Moldàvia, el sud d'Ucraïna, Crimea i el nord del Caucas des de juliol de 1942 fins a març de 1943 | Va suïcidar-se |
| Werner Braune                        |            | 11 abril 1909     | 8 juny 1951              | 42 anys, 58 dies   | Comandant de l'Einsatzkommando 11b, al sud d'Ucraïna i Crimea des de l'octubre de 1941 fins al setembre de 1942 | Executat a la forca |
| Maria Mandel                         |            | 10 gener 1912     | 24 gener 1948            | 36 anys, 14 dies   | Comandant de la secció femenina d'Auschwitz | Executada a la forca |
| Irma Ida Ilse Grese                  |            | 7 octubre 1924    | 13 desembre 1945         | 21 anys, 67 dies   | Guardiana de la secció de dones del camp de concentració de Bergen-Belsen i després d'Auschwitz | Executada a la forca |